# Książęta haliccy

## Książęta haliccy
- 1056–1060: Rościsław Włodzimierzowic
- 1060–1084: część dzielnicy kijowskiej
- 1084–1141: okres rozbicia[a]
- 1141–1145: Wołodymyrko
- 1145: Iwan Berładnik
- 1145–1153: Wołodymyrko
- 1153–1187: Jarosław Ośmiomysł
- 1187: Oleg Jarosławicz
- 1187–1188: Włodzimierz II Jarosławicz
- 1188: Oleg Jarosławicz
- 1188–1189: Roman Halicki
- 1189–1199: Włodzimierz II Jarosławicz

## Książęta dźwinogrodzcy
- 1084–1124: Wołodar Rościsławicz
- 1124–1129: Władymirko
- 1129–1145: Iwan Berładnik
- 1145–1206: do Halicza
- 1206–1207: Roman II Igorowicz
- 1208–1210: Roman II Igorowicz
- 1210: Daniel Romanowicz
- 1210–1211: Roman II Igorowicz
- od 1211: do Halicza

## Książęta tremboweslcy
- 1084–1124: Wasylko Rościsławicz
- 1124–1141: Iwan Wasylkowicz
- 1124–1126: Grzegorz Wasylkowicz
- 1141–1153: Władymirko
- 1153–1210: do Halicza
- 1210: Izjasław Włodzimierzowicz
- od 1210: do Halicza

## Książęta przemyscy
- ok. 1085–1092: Ruryk Rościsławicz
- 1097–1124: Wołodar Rościsławicz
- 1124–1129: Rościsław Wołodarewicz
- 1129–1153: Władymirko

## Książęta halicko-włodzimerscy
- 1199–1205: Roman Halicki
- 1205–1206: Daniel Halicki
- 1206–1208/9: Włodzimierz III Igorewicz
- 1208/9–1209: Roman Igorowicz
- 1209: Rościsław Rurykowicz
- 1209: Roman Igorowicz
- 1209–1210: okupacja węgierska (wojewoda Benedykt)
- 1210–1211: Włodzimierz III Igorewicz
- 1211–1213: Daniel I Halicki
- 1213: Mścisław Jarosławowicz Niemy
- 1213–1214/5: Władysław Kormilczyc (namiestnik węgierski)
- 1214/5–1217: Koloman
- 1217–1219: Mścisław II Udały
- 1219–1221: Koloman
- 1221–1227: Mścisław II Udały
- 1227–1230: Andrzej Węgierski
- 1230–1231/2: Daniel I Halicki
- 1231/2–1233/4: Andrzej Węgierski
- 1233/4–1235: Daniel I Halicki
- 1235–1238: Michał Wsiewołodowicz
- 1238: Rościsław Michajłowicz
- 1238–1264: Daniel I Halicki (w l. 1240–1245 nominalnie)
- 1264–1269: Szwarno
- 1269–1300: Lew I
- 1300–1308: Jerzy I
- 1308–1323: Lew II Jurijowicz
- 1308–1323: Andrzej II Jurijowicz
- 1323–1340: Bolesław Jerzy II
- 1340: do Polski